# Atletismo nos Jogos Pan-Americanos de 1967 - Lançamento de disco feminino
A prova do lançamento de disco feminino nos Jogos Pan-Americanos de 1967 foi realizada em Winnipeg, Canadá.

## Medalhistas
| Ouro                            | Prata                   | Bronze                  |
| Carol Moseke USA Estados Unidos | Carol Martin CAN Canadá | Caridad Agüero CUB Cuba |

## Resultados
| Posição           | Nome           | Nacionalidade      | Marca | Notas |
| ----------------- | -------------- | ------------------ | ----- | ----- |
| Medalha de ouro   | Carol Moseke   | USA Estados Unidos | 49.24 |       |
| Medalha de prata  | Carol Martin   | CAN Canadá         | 47.94 |       |
| Medalha de bronze | Caridad Agüero | CUB Cuba           | 46.68 |       |
| 4                 | Marleen Kurt   | CAN Canadá         | 45.90 |       |
| 5                 | Ranee Kletchka | USA Estados Unidos | 45.78 |       |
| 6                 | Hilda Ramírez  | CUB Cuba           | 44.62 |       |